# Canadian Junior Curling Championships
Canadian Junior Curling Championships – coroczne mistrzostwa Kanady drużyn juniorskich w curlingu, organizowane przez Kanadyjski Związek Curlingu. Aby uczestniczyć w zawodach, zawodnicy muszą mieć nieukończone 20 lat 31 stycznia roku poprzedzającego mistrzostwa.
Od roku 1987 rozgrywany jest jeden turniej juniorek i juniorów. Zwycięzca reprezentuje Kanadę na Mistrzostwach Świata Juniorów w tym samym roku.

## Zwycięzcy

### Kobiety
| Rok  | Prowincja/terytorium       | Skład drużyny                                                                | Trener              | Miejsce rozgrywania                     |
| ---- | -------------------------- | ---------------------------------------------------------------------------- | ------------------- | --------------------------------------- |
| 1971 | Alberta                    | Shelby McKenzie, Marlene Pargeter, Arlene Hrdlicka, Debbie Goliss            |                     | Vancouver, Kolumbia Brytyjska           |
| 1972 | Manitoba                   | Chris Pidzarko, Cathy Pidzarko, Beth Brunsdon, Barbara Rudolph               |                     | Winnipeg, Manitoba                      |
| 1973 | Saskatchewan               | Janet Crimp, Carol Davis, Chris Gervais, Susan Carney                        |                     | Montreal, Quebec                        |
| 1974 | Manitoba                   | Chris Pidzarko, Cathy Pidzarko, Patti Vanderkerckhove, Barbara Rudolph       |                     | Edmonton, Alberta                       |
| 1975 | Saskatchewan               | Patricia Crimp, Colleen Rudd, Judy Sefton, Merrill Greabeiel                 |                     | Grand Falls, Nowa Fundlandia i Labrador |
| 1976 | Saskatchewan               | Colleen Rudd, Julie Burke, Lori Glenn                                        |                     | Thunder Bay, Ontario                    |
| 1977 | Alberta                    | Cathy King, Robin Ursuliak, Maureen Olsen, Mary Kay James                    |                     | Saint John, Nowy Brunszwik              |
| 1978 | Alberta                    | Cathy King, Brenda Oko, Maureen Olsen, Diane Bowes                           |                     | Chilliwack, Kolumbia Brytyjska          |
| 1979 | Saskatchewan               | Denise Wilson, Judy Walker, Dianne Choquette, Shannon Olafson                |                     | Yorkton, Saskatchewan                   |
| 1980 | Nowa Szkocja               | Kay Smith, Krista Gatchell, Cathy Caudle, Peggy Wilson                       |                     | Charlottetown, Wyspa Księcia Edwarda    |
| 1981 | Manitoba                   | Karen Fallis, Karen Tresoor, Caroline Hunter, Lynn Fallis                    |                     | Dartmouth, Nowa Szkocja                 |
| 1982 | Kolumbia Brytyjska         | Sandra Plut, Sandra Rainey, Leigh Fraser, Debra Fowles                       |                     | Winnipeg, Manitoba                      |
| 1983 | Ontario                    | Alison Goring, Kristin Holman, Cheryl McPherson, Lynda Armstrong             |                     | Calgary, Alberta                        |
| 1984 | Manitoba                   | Darcy Kirkness, Barb Kirkness, Janet Harvey, Barbara Fetch                   |                     | Fort St. John, Kolumbia Brytyjska       |
| 1985 | Saskatchewan               | Kim Armbruster, Sheila Calcutt, Wanda Figitt, Lorraine Krupski               |                     | Fredericton, Nowy Brunszwik             |
| 1986 | Kolumbia Brytyjska         | Jodie Sutton, Julie Sutton, Dawn Rubner, Chris Thompson                      |                     | Rouyn-Noranda, Quebec                   |
| 1987 | Kolumbia Brytyjska         | Julie Sutton, Judy Wood, Susan Auty, Marla Geiger                            |                     | Prince Albert, Saskatchewan             |
| 1988 | Alberta                    | LeDawn Funk, Sandy Symyrozum, Cindy Larsen, Laurelle Funk                    |                     | North Vancouver, Kolumbia Brytyjska     |
| 1989 | Manitoba                   | Cathy Overton, Tracy Baldwin, Carol Harvey, Tracy Bush                       |                     | Winnipeg, Manitoba                      |
| 1990 | Saskatchewan               | Atina Ford, Darlene Kidd, Leslie Beck, Cindy Ford                            |                     | Sudbury, Ontario                        |
| 1991 | Nowy Brunszwik             | Heather Smith, Denis Cormier, Suzanne LeBlanc, Lesley Hicks                  |                     | Leduc, Alberta                          |
| 1992 | Saskatchewan               | Amber Holland, Cindy Street, Tracy Beach, Angela Street                      |                     | Vernon, Kolumbia Brytyjska              |
| 1993 | Ontario                    | Kim Gellard, Corie Beveridge, Lisa Savage, Sandy Graham                      |                     | Trois-Rivières, Quebec                  |
| 1994 | Manitoba                   | Jennifer Jones, Trisha Baldwin, Jill Officer, Dana Malanchuk                 |                     | Truro, Nowa Szkocja                     |
| 1995 | Manitoba                   | Kelly MacKenzie, Joanne Fillion, Carlene Muth, Sasha Bergner                 |                     | Regina, Saskatchewan                    |
| 1996 | Alberta                    | Heather Godberson, Carmen Whyte, Kristie Moore, Terelyn Bloor                |                     | Edmonton, Alberta                       |
| 1997 | Nowa Szkocja               | Meredith Doyle, Beth Roach, Tara Hamer, Candice MacLean                      |                     | Selkirk, Manitoba                       |
| 1998 | Nowy Brunszwik             | Melissa McClure, Nancy Toner, Brigitte McClure, Bethany Toner                | Lee Toner           | Calgary, Alberta                        |
| 1999 | Quebec                     | Marie-France Larouche, Nancy Bélanger, Marie-Ève Létourneau, Valerie Grenier | Camil Larouche      | Kelowna, Kolumbia Brytyjska             |
| 2000 | Saskatchewan               | Stefanie Miller, Marliese Miller, Stacy Helm, Amanda MacDonald               |                     | Moncton, Nowy Brunszwik                 |
| 2001 | Wyspa Księcia Edwarda      | Suzanne Gaudet, Stefanie Richard, Robyn MacPhee, Kelly Higgins               |                     | St. Catharines, Ontario                 |
| 2002 | Wyspa Księcia Edwarda      | Suzanne Gaudet, Robyn MacPhee, Carol Webb, Kelly Higgins                     | Paul Power          | Summerside, Wyspa Księcia Edwarda       |
| 2003 | Saskatchewan               | Marliese Miller, Teejay Surik, Janelle Lemon, Chelsey Bell                   | Bob Miller          | Ottawa, Ontario                         |
| 2004 | Nowa Szkocja               | Jill Mouzar, Paige Mattie, Blisse Comstock, Chloe Comstock                   | Donalda Mattie      | Victoria, Kolumbia Brytyjska            |
| 2005 | Nowy Brunszwik             | Andrea Kelly, Kristen McDiarmid, Jodie de Solla, Lianne Sobey                |                     | Fredericton, Nowy Brunszwik             |
| 2006 | Saskatchewan               | Mandy Selzer, Erin Selzer, Kristen Mitchell, Megan Selzer                    | Ken Bakken          | Thunder Bay, Ontario                    |
| 2007 | Nowa Fundlandia i Labrador | Stacie Devereaux, Stephanie Guzzwell, Sarah Paul, Julie Devereaux            | Diane Ryan          | St. Catharines, Ontario                 |
| 2008 | Manitoba                   | Kaitlyn Lawes, Jenna Loder, Liz Peters, Sarah Wazney                         | Alex Mowat          | Sault Ste. Marie, Ontario               |
| 2009 | Manitoba                   | Kaitlyn Lawes, Jenna Loder, Laryssa Grenkow, Breanne Meakin                  | Rob Meakin          | Salmon Arm, Kolumbia Brytyjska          |
| 2010 | Ontario                    | Rachel Homan, Emma Miskew, Laura Crocker, Lynn Kreviazuk                     | Earle Morris        | Sorel-Tracy, Quebec                     |
| 2011 | Saskatchewan               | Trish Paulsen, Kari Kennedy, Kari Paulsen, Natalie Yanko                     | Bob Miller          | Calgary, Alberta                        |
| 2012 | Alberta                    | Jocelyn Peterman, Brittany Tran, Rebecca Konschuh, Kristine Anderson         | Nancy McInerney     | Napanee, Ontario                        |
| 2013 | Kolumbia Brytyjska         | Corryn Brown, Erin Pincott, Sam Fisher, Sydney Fraser                        | Ken Brown           | Fort McMurray, Alberta                  |
| 2014 | Alberta                    | Kelsey Rocque, Keely Brown, Taylor McDonald, Claire Tully                    | Amanda-Dawn Coderre | Liverpool, Nowa Szkocja                 |
| 2015 | Alberta                    | Kelsey Rocque, Danielle Schmiemann, Holly Jamieson, Jessica Iles             | Amanda-Dawn Coderre | Corner Broo, Nowa Fundlandia i Labrador |
| 2016 |                            |                                                                              |                     | Stratford, Ontario                      |

### Mężczyźni
| Rok  | Zwycięska prowincja lub terytorium | Skład drużyny                                                      | Trener                     | Miejsce rozgrywania                     |
| ---- | ---------------------------------- | ------------------------------------------------------------------ | -------------------------- | --------------------------------------- |
| 1950 | Saskatchewan                       | Bill Clarke, Gary Carlson, Ian Innes, Harold Grassie               |                            | Québec, Quebec                          |
| 1951 | Saskatchewan                       | Gary Thode, Gary Cooper, Orest Hyrniuk, Roy Hufsmith               |                            | Nelson, Kolumbia Brytyjska              |
| 1952 | Saskatchewan                       | Gary Thode, Gary Cooper, Doug Conn, Roy Hufsmith                   |                            | Moncton, Nowy Brunszwik                 |
| 1953 | Ontario                            | Bob Walker, Duncan Brodie, Claire Peacock, George MacGregor        |                            | Saskatoon, Saskatchewan                 |
| 1954 | Saskatchewan                       | Bayne Secord, Don Snider, Stan Austman, Don Brownell               |                            | Hamilton, Ontario                       |
| 1955 | Saskatchewan                       | Bayne Secord, Stan Austman, Merv Mann, Gary Stevenson              |                            | Sydney, Nowa Szkocja                    |
| 1956 | Saskatchewan                       | Bob Hawkins, Ted Clarke, Bruce Beveridge, Dave Williams            |                            | Fort William, Ontario                   |
| 1957 | Ontario                            | Ian Johnston, Peter Galsworthy, Dave Robinson, Mike Jackson        |                            | Winnipeg, Manitoba                      |
| 1958 | Northern Ontario                   | Tom Tod, Neil McLeod, Patrick Moran, David Allin                   |                            | Charlottetown, Wyspa Księcia Edwarda    |
| 1959 | Alberta                            | John Trout, Bruce Walker, David Woods, Allen Sharpe                |                            | Calgary, Alberta                        |
| 1960 | Alberta                            | Tommy Kroeger, Jack Isaman, Ron Nelson, Murray Sorenson            |                            | Rouyn-Noranda, Quebec                   |
| 1961 | Kolumbia Brytyjska                 | Jerry Caughlin, Jack Cox, Mike Shippitt, David Jones               |                            | Prince George, Kolumbia Brytyjska       |
| 1962 | Saskatchewan                       | Mike Lukowich, Ed Lukowich, Doug McLeod, David Moore               |                            | Halifax, Nowa Szkocja                   |
| 1963 | Alberta                            | Wayne Saboe, Ron Hampton, Rick Aldridge, Mick Adams                |                            | Guelph, Ontario                         |
| 1964 | Northern Ontario                   | Bob Ash, Bill Ash, Terry Armstrong, Fred Prier                     |                            | Regina, Saskatchewan                    |
| 1965 | Saskatchewan                       | Dan Fink, Ken Runtz, Ron Jacques, Larry Lechner                    |                            | Fredericton, Nowy Brunszwik             |
| 1966 | Alberta                            | Brian Howes, Blair Pallesen, John Thompson, Chris Robinson         |                            | St. John’s, Nowa Fundlandia i Labrador  |
| 1967 | Alberta                            | Stanley Trout, Doug Dobry, Allen Kullay, Donald Douglas            |                            | Flin Flon, Manitoba                     |
| 1968 | Ontario                            | Bill Hope, Bruce Lord, Brian Domney, Dennis Gardiner               |                            | Port Arthur, Ontario                    |
| 1969 | Saskatchewan                       | Robert Miller, Roger Rask, Lloyd Helm, William Aug                 |                            | North Battleford, Saskatchewan          |
| 1970 | Nowy Brunszwik                     | Ronald Ferguson, Garth Jardine, Brian Henderson, Cyril Sutherland  |                            | Saint-Jérôme, Quebec                    |
| 1971 | Saskatchewan                       | Greg Montgomery, Don Despins, Jeff Montgomery, Rod Verboom         |                            | Kamloops, Kolumbia Brytyjska            |
| 1972 | Alberta                            | Lawrence Niven, Rick Niven, Jim Ross, Ted Poblawski                |                            | Schumacher, Ontario                     |
| 1973 | Ontario                            | Mark McDonald, Lloyd Emmerson, Phillip Tomsett, Jon Clare          |                            | Moncton, Nowy Brunszwik                 |
| 1974 | Alberta                            | Robb King, Brad Hannah, Bill Fowlis, Chris King                    |                            | Ottawa, Ontario                         |
| 1975 | Alberta                            | Paul Gowsell, Neil Houston, Glen Jackson, Kelly Stearne            |                            | Edmonton, Alberta                       |
| 1976 | Wyspa Księcia Edwarda              | Bill Jenkins, John Scales, Sandy Stewart, Alan Mayhew              |                            | Kapuskasing, Ontario                    |
| 1977 | Alberta                            | Paul Gowsell, John Ferguson, Doug MacFarlane, Kelly Stearne        |                            | Winnipeg, Manitoba                      |
| 1978 | Alberta                            | Darren Fish, Lorne Barker, Murray Ursulak, Barry Barker            |                            | Charlottetown, Wyspa Księcia Edwarda    |
| 1979 | Manitoba                           | Mert Thompsett, Lyle Derry, Joel Gagner, Mike Friesen              |                            | Victoria, Kolumbia Brytyjska            |
| 1980 | Quebec                             | Denis Marchand, Denis Cecil, Yves Barrette, Larry Phillips         | André Ferland              | Sault Ste. Marie, Ontario               |
| 1981 | Manitoba                           | Mert Thompsett, Bill McTavish, Joel Gagner, Mike Friesen           |                            | Saint John, Nowy Brunszwik              |
| 1982 | Ontario                            | John Base, Bruce Webster, Dave McAnerney, Jim Donahoe              |                            | Swift Current, Saskatchewan             |
| 1983 | Saskatchewan                       | Jamie Schneider, Danny Ferner, Steven Leippi, Kelly Vollman        |                            | Halifax, Nowa Szkocja                   |
| 1984 | Manitoba                           | Bob Ursel, Brent Mendella, Gerald Chick, Mike Ursel                |                            | Winnipeg, Manitoba                      |
| 1985 | Alberta                            | Kevin Martin, Richard Feeney, Daniel Petryk, Michael Berger        |                            | St. John’s, Nowa Fundlandia i Labrador  |
| 1986 | Manitoba                           | Hugh McFadyen, Jon Mead, Norman Gould, John Lange                  |                            | Red Deer, Alberta                       |
| 1987 | Nowy Brunszwik                     | Jim Sullivan, Charlie Sullivan, Craig Burgess, Dan Alderman        |                            | Prince Albert, Saskatchewan             |
| 1988 | Kolumbia Brytyjska                 | Mike Wood, Mike Bradley, Todd Troyer, Greg Hawkes                  |                            | North Vancouver, Kolumbia Brytyjska     |
| 1989 | Kolumbia Brytyjska                 | Dean Joanisse, David Nantes, Tim Coomes, Jet Pilon                 |                            | Winnipeg, Manitoba                      |
| 1990 | Ontario                            | Noel Herron, Robert Brewer, Steve Small, Richard Polk              |                            | Sudbury, Ontario                        |
| 1991 | Northern Ontario                   | Jason Repay, Aaron Skillen, Scott McCallum, Trevor Clifford        |                            | Leduc, Alberta                          |
| 1992 | Quebec                             | Michel Ferland, Marco Berthelot, Steve Beaudry, Steve Guetre       | André Ferland              | Vernon, Kolumbia Brytyjska              |
| 1993 | Nowa Szkocja                       | Shawn Adams, Ben Blanchard, Jon Philip, Robert MacArthur           |                            | Trois-Rivières, Quebec                  |
| 1994 | Alberta                            | Colin Davison, Kelly Mittelstadt, Scott Pfeifer, Sean Morris       |                            | Truro, Nowa Szkocja                     |
| 1995 | Manitoba                           | Chris Galbraith, Scott Cripps, Brent Barrett, Bryan Galbraith      |                            | Regina, Saskatchewan                    |
| 1996 | Northern Ontario                   | Jeff Currie, Greg Given, Andrew Mikkelsen, Tyler Oinonen           |                            | Edmonton, Alberta                       |
| 1997 | Alberta                            | Ryan Keane, Scott Pfeifer, Blayne Iskiw, Peter Heck                |                            | Selkirk, Manitoba                       |
| 1998 | Ontario                            | John Morris, Craig Savill, Andy Ormsby, Brent Laing                | Brian Savill, Earle Morris | Calgary, Alberta                        |
| 1999 | Ontario                            | John Morris, Craig Savill, Jason Young, Brent Laing                | Scott Taylor               | Kelowna, Kolumbia Brytyjska             |
| 2000 | Kolumbia Brytyjska                 | Brad Kuhn, Kevin Folk, Ryan Kuhn, Hugh Bennett                     |                            | Moncton, Nowy Brunszwik                 |
| 2001 | Nowa Fundlandia i Labrador         | Brad Gushue, Mark Nichols, Brent Hamilton, Mike Adam               |                            | St. Catharines, Ontario                 |
| 2002 | Manitoba                           | David Hamblin, Ross Derksen, Kevin Hamblin, Ross McCannell         | Lorne Hamblin              | Summerside, Wyspa Księcia Edwarda       |
| 2003 | Saskatchewan                       | Steve Laycock, Chris Haichert, Mike Jantzen, Kyler Broad           | Barry Fiendel              | Ottawa, Ontario                         |
| 2004 | Nowy Brunszwik                     | Ryan Sherrard, Jason Roach, Darren Roach, Jared Bezanson           | Robert Sherrard            | Victoria, Kolumbia Brytyjska            |
| 2005 | Saskatchewan                       | Kyle George, Justin Mihalicz, DJ Kidby, Chris Hebert               |                            | Fredericton, Nowy Brunszwik             |
| 2006 | Alberta                            | Charley Thomas, Geoff Walker, Rollie Robinson, Kyle Reynolds       | Alan Walker                | Thunder Bay, Ontario                    |
| 2007 | Alberta                            | Charley Thomas, Brock Virtue, Matthew Ng, Kyle Reynolds            | J.D. Lind                  | St. Catharines, Ontario                 |
| 2008 | Quebec                             | William Dion, Jean-Michel Arsenault, Erik Lachance, Miguel Bernard | Benoit Arsenault           | Sault Ste. Marie, Ontario               |
| 2009 | Wyspa Księcia Edwarda              | Brett Gallant, Adam Casey, Anson Carmody, Jamie Danbrook           | Peter Gallant              | Salmon Arm, Kolumbia Brytyjska          |
| 2010 | Ontario                            | Jake Walker, Craig Van Ymermen, Geoff Chambers, Matthew Mapletoft  | John Thompson              | Sorel-Tracy, Quebec                     |
| 2011 | Saskatchewan                       | Braeden Moskowy, Kirk Muyres, Colton Flasch, Matt Lang             | Dwayne Mihalicz            | Calgary, Alberta                        |
| 2012 | Alberta                            | Brendan Bottcher, Evan Asmussen, Landon Bucholz, Bryce Bucholz     | Bernie Panich              | Napanee, Ontario                        |
| 2013 | Manitoba                           | Matt Dunstone, Colton Lott, Daniel Grant, Brendan MacCuish         | Scott Grant                | Fort McMurray, Alberta                  |
| 2014 | Manitoba                           | Braden Calvert, Kyle Kurz, Lucas Van Den Bosch, Brendan Wilson     | Tom Clasper                | Liverpool, Nowa Szkocja                 |
| 2015 | Manitoba                           | Braden Calvert, Kyle Kurz, Lucas Van Den Bosch, Brendan Wilson     | Tom Clasper                | Corner Broo, Nowa Fundlandia i Labrador |
| 2016 |                                    |                                                                    |                            | Stratford, Ontario                      |